# Edifici energèticament eficient
Un edifici energèticament eficient és aquell que ha estat dissenyat, construït o renovat per optimitzar l’ús de l’energia, minimitzant el consum energètic sense comprometre el confort dels seus ocupants. Aquests edificis utilitzen estratègies passives i actives per reduir la demanda energètica, integrar fonts d’energia renovable i millorar l’eficiència dels sistemes tèrmics, d’il·luminació i de ventilació.
Els edificis eficients contribueixen a la sostenibilitat ambiental, a la reducció de les emissions de gasos amb efecte d’hivernacle i a l’estalvi econòmic, tant en l’àmbit domèstic com institucional. La promoció d’aquest tipus de construccions s’emmarca dins les polítiques europees i nacionals per a la transició energètica i la lluita contra el canvi climàtic.

## Característiques
Els edificis energèticament eficients solen compartir una sèrie de característiques, entre les quals destaquen:
- Aïllament tèrmic adequat a façanes, cobertes i tancaments.
- Disseny bioclimàtic, que optimitza l’orientació, la ventilació natural i l’aprofitament de la llum solar.
- Instal·lació de sistemes d’energies renovables, com panells solars fotovoltaics o tèrmics.
- Il·luminació i electrodomèstics de baix consum, sovint amb tecnologia LED.
- Sistemes de climatització eficients, com les bombes de calor aerotèrmiques o la geotèrmia.
- Control intel·ligent del consum energètic mitjançant sistemes domòtics o de gestió energètica.

## Comparativa amb edificis convencionals
A continuació es mostra una comparació orientativa entre un edifici convencional i un edifici energèticament eficient:
| Característiques                       | Edifici convencional          | Edifici energèticament eficient               |
| -------------------------------------- | ----------------------------- | --------------------------------------------- |
| Consum d'energia primària (kWh/m² any) | 250 - 300                     | 50 - 80                                       |
| Emissions de CO2 (kg/m² any)           | 70 - 100                      | Menys de 20                                   |
| Cost anual d'energia (€/m² any)        | 15 - 25                       | 3 - 7                                         |
| Tipus d'instal·lacions                 | Caldera de gas, equips antics | Bombes de calor, sistemes intel·ligents       |
| Materials de construcció               | Sense aïllament tèrmic        | Aïllament d'alta eficiència, fusteria tèrmica |
| Confort interior                       | Temperatura variable, soroll  | Temperatura estable, aire de qualitat         |
| Cost inicial                           | Més baix                      | Una mica més alt                              |
| Estalvi a llarg termini                | Reduït                        | Alt                                           |

## Certificació energètica
La certificació energètica dels edificis és un procediment obligatori en molts països de la Unió Europea, inclòs l’Estat espanyol, i permet conèixer l’eficiència energètica d’un immoble mitjançant una escala de qualificació (de la lletra A, la més eficient, a la G, la menys eficient). Aquesta certificació es basa en el consum estimat d’energia primària no renovable i les emissions de CO₂ associades.
A Espanya, la normativa que regula la certificació energètica és el Codi Tècnic de l’Edificació (CTE), que inclou requisits mínims d’eficiència energètica per a edificis nous i reformes importants.
| Qualificació | Consum d'energia primària (kWh/m2 any) | Emissions de CO2 (kg/m2 any) |
| ------------ | -------------------------------------- | ---------------------------- |
| A            | < 50                                   | < 10                         |
| B            | 50 - 75                                | 10 - 20                      |
| C            | 75 - 100                               | 20 - 35                      |
| D            | 100 - 150                              | 35 - 50                      |
| E            | 150 - 225                              | 50 - 70                      |
| F            | 225 - 300                              | 70 - 90                      |
| G            | > 300                                  | > 90                         |

## Avantatges
Els edificis energèticament eficients ofereixen diversos beneficis, com ara:
- Reducció del consum d’energia i de la dependència de fonts d’energia fòssil.
- Estalvi econòmic en les factures d’energia.
- Millora del confort interior i de la qualitat de l’aire.
- Reducció de l’impacte ambiental, especialment pel que fa a les emissions de gasos amb efecte d’hivernacle.
- Increment del valor de mercat de l’edifici.

## Exemples
Entre els exemples més destacats d’edificis energèticament eficients es troben:
- Els edificis certificats sota l’estàndard Passivhaus, que poden arribar a consumir fins a un 90 % menys d’energia per calefacció respecte a un edifici convencional.
- El centre Media-TIC de Barcelona, reconegut internacionalment per la seva eficiència energètica i arquitectura sostenible.
- Projectes d’habitatge públic amb certificació BREEAM, LEED o VERDE.

## Relació amb altres conceptes
Els edificis energèticament eficients s’inscriuen dins del marc més ampli de la construcció sostenible, juntament amb l’arquitectura bioclimàtica, la economia circular aplicada a l’edificació i els edificis de consum gairebé nul (nZEB), obligats per les directives europees a partir del 2020 per als edificis nous.